# 石壁石刻

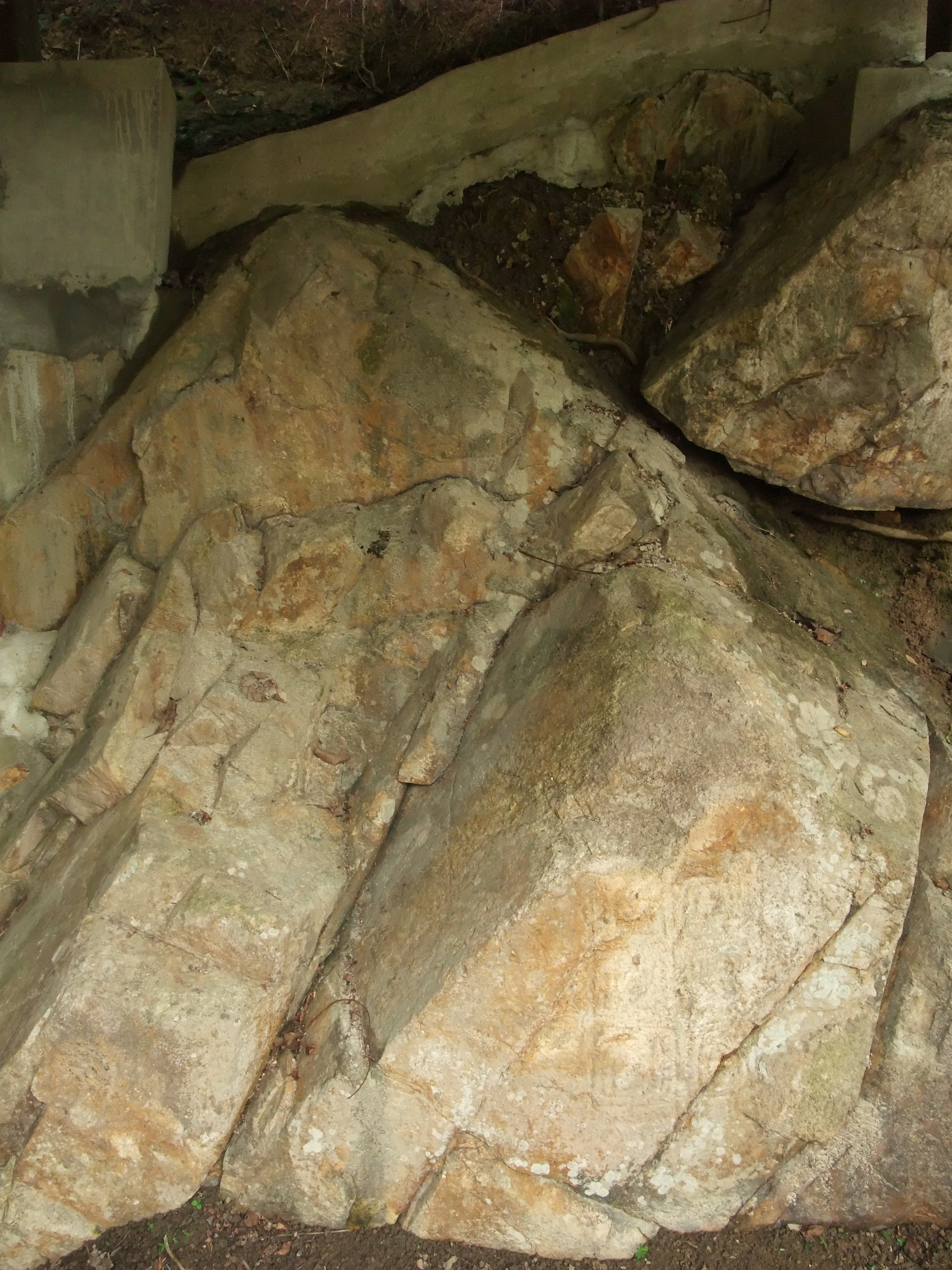
石壁石刻

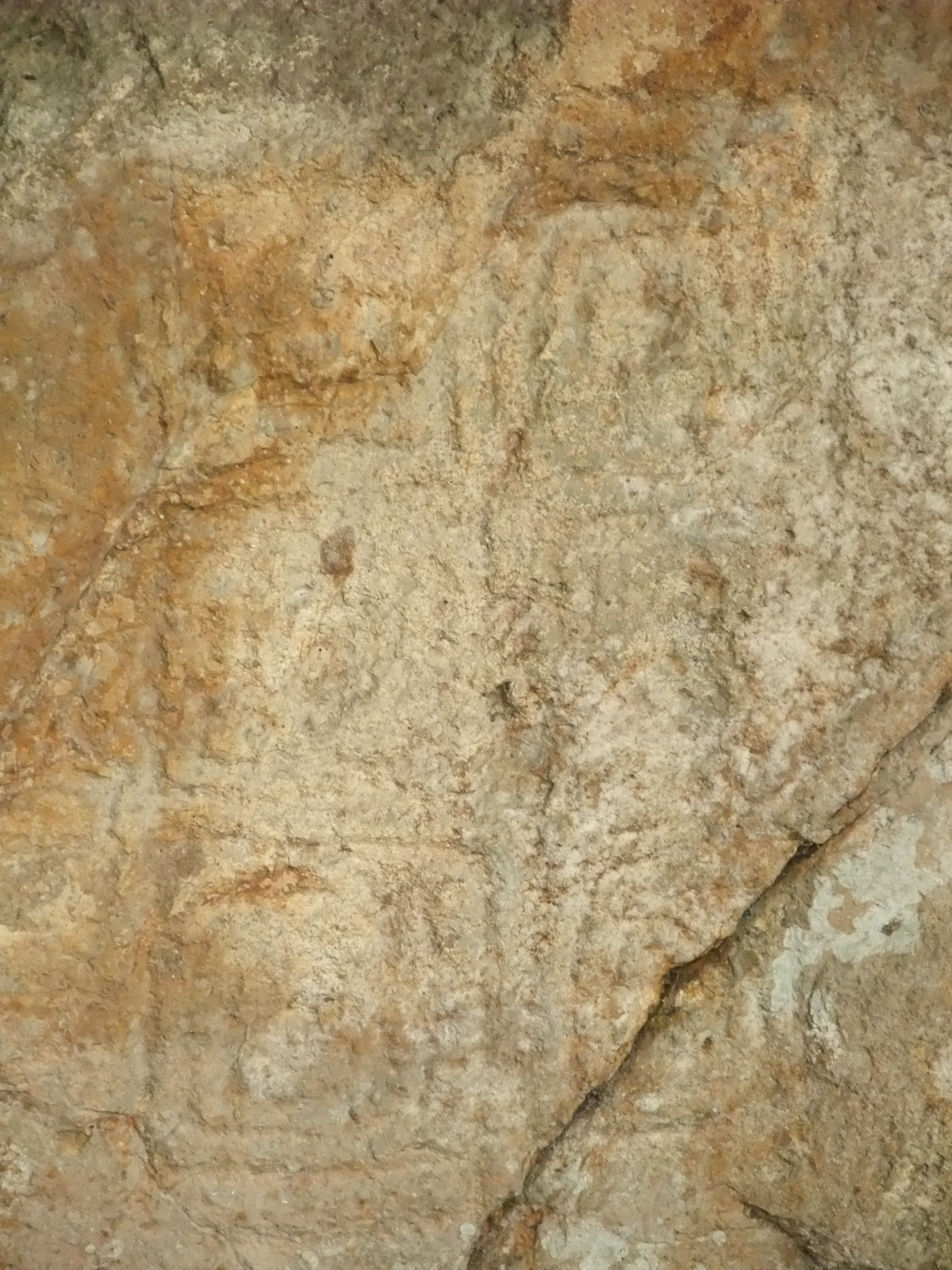
近看石壁石刻上的圖紋

石壁石刻（英語：Shek Pik Rock Carving）是香港史前時期的石刻，位於新界大嶼山南部的石壁，現已被列為香港法定古蹟。

## 背景
石壁石刻於1938年被陳公哲發現。石刻位於石壁監獄以東，石壁水塘堤壩東端下方，距離海岸約300米，相信該處昔日為海邊。石刻上的圖紋，由同心正方形及圓形的幾何紋組成，類似古代青銅器上的圖案，因此考古學家估計石刻大約是3,000年前的青銅器時代刻鑿。

## 圖片

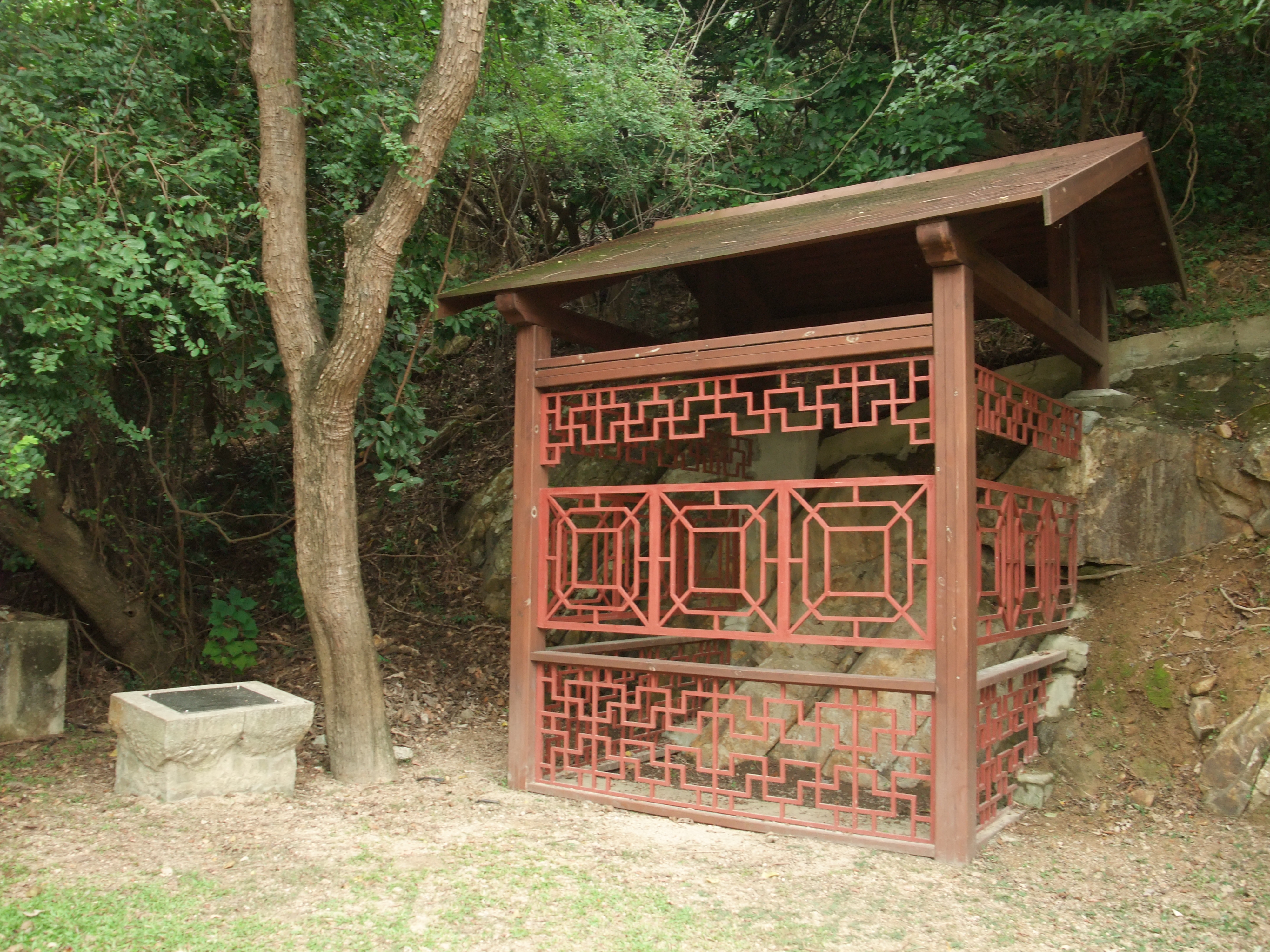
由封罩保護著的石壁石刻
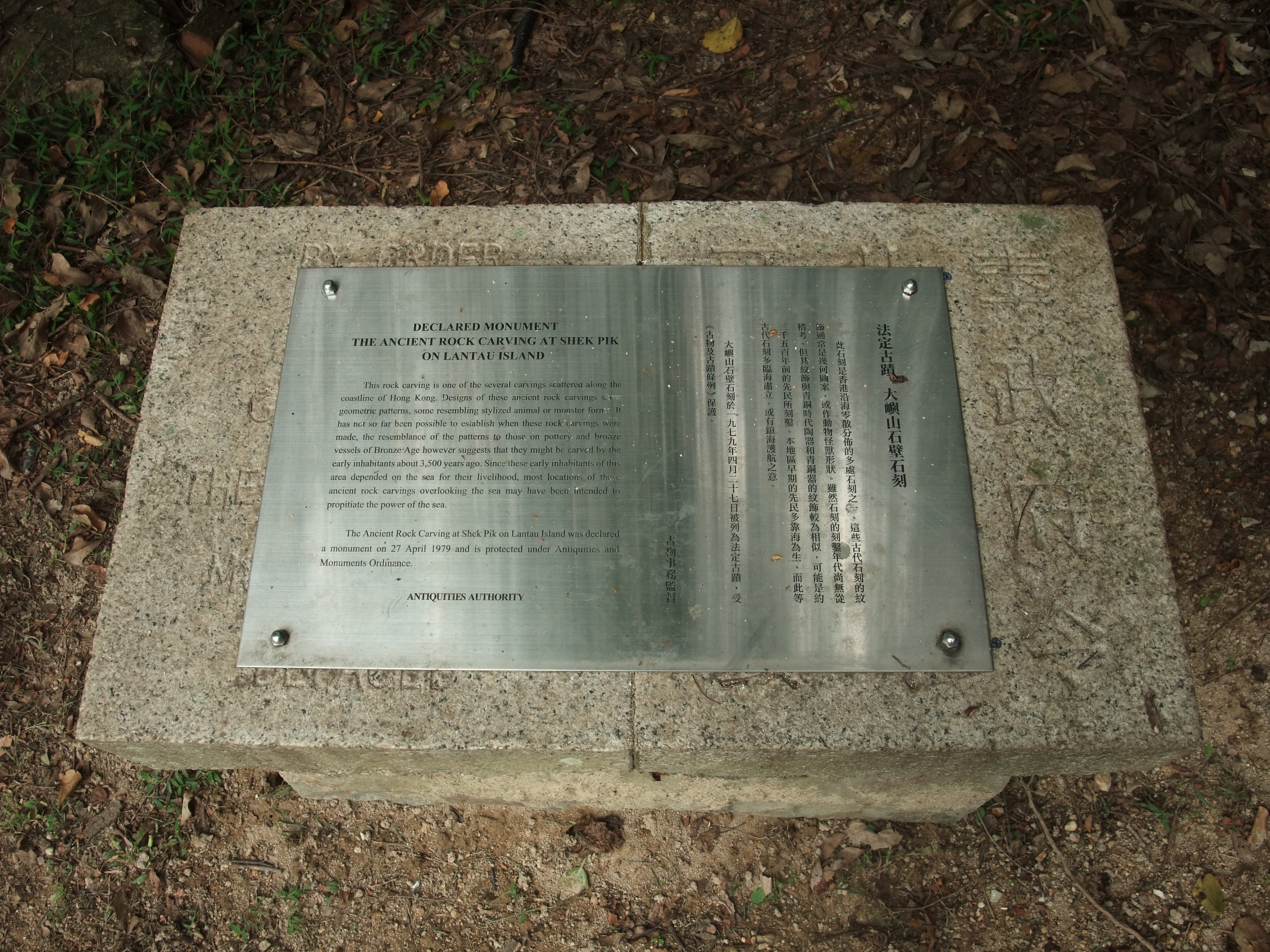
石壁石刻的介紹

## 外部連結
- 古物古蹟辦事處 石壁石刻